# Liste von Persönlichkeiten aus Rovio
Diese Liste enthält in Rovio geborene Persönlichkeiten und solche, die in Rovio ihren Wirkungskreis hatten, ohne dort geboren zu sein. Die Liste erhebt keinen Anspruch auf Vollständigkeit.

## Persönlichkeiten
(Sortierung nach Geburtsjahr)

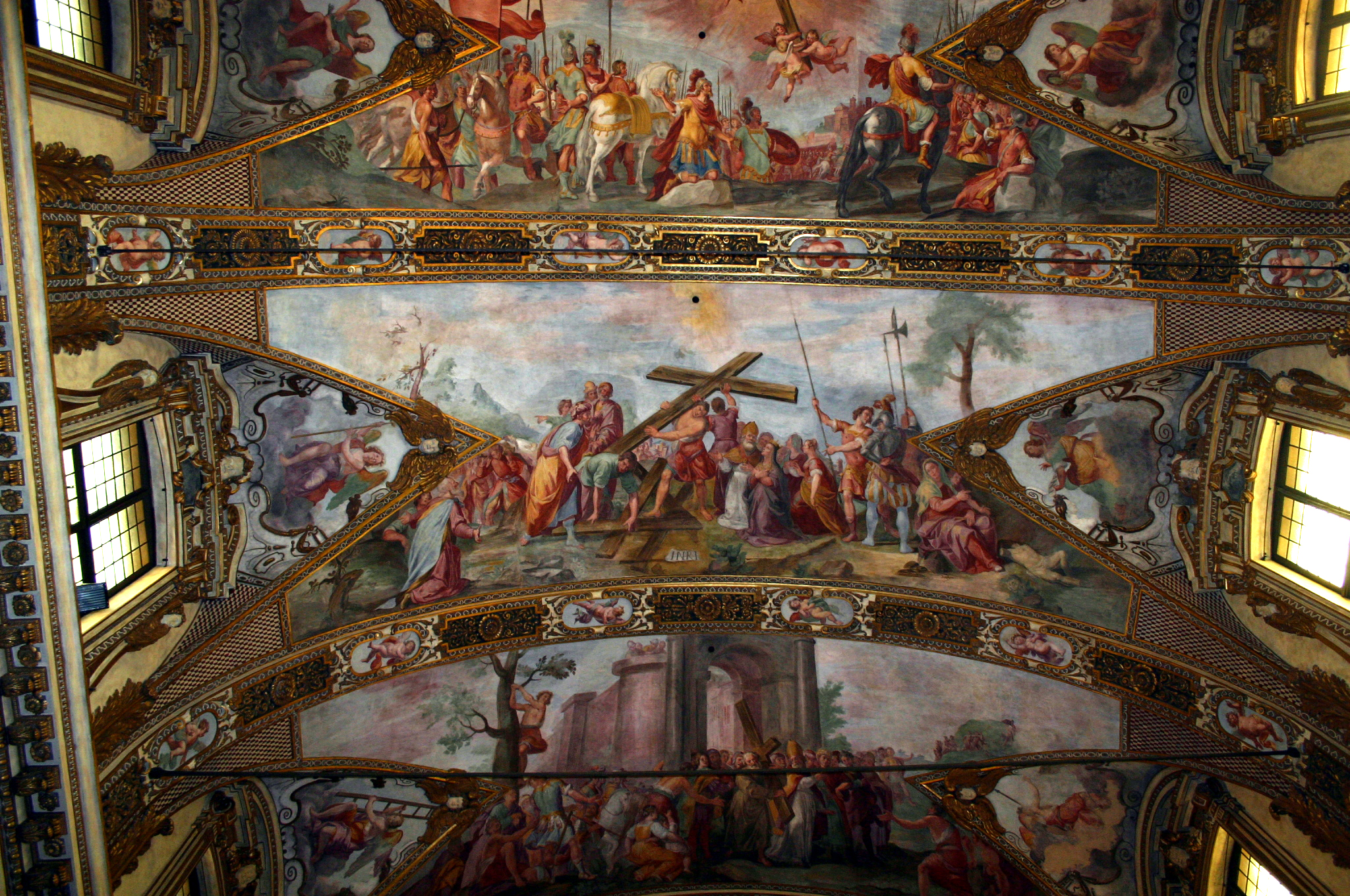
Giovanni Carlone und Giovanni Battista Carlone: Deckenfresko Geschichte des Heiligen Kreuzes, Kirche Sant’Antonio Abate, Mailand

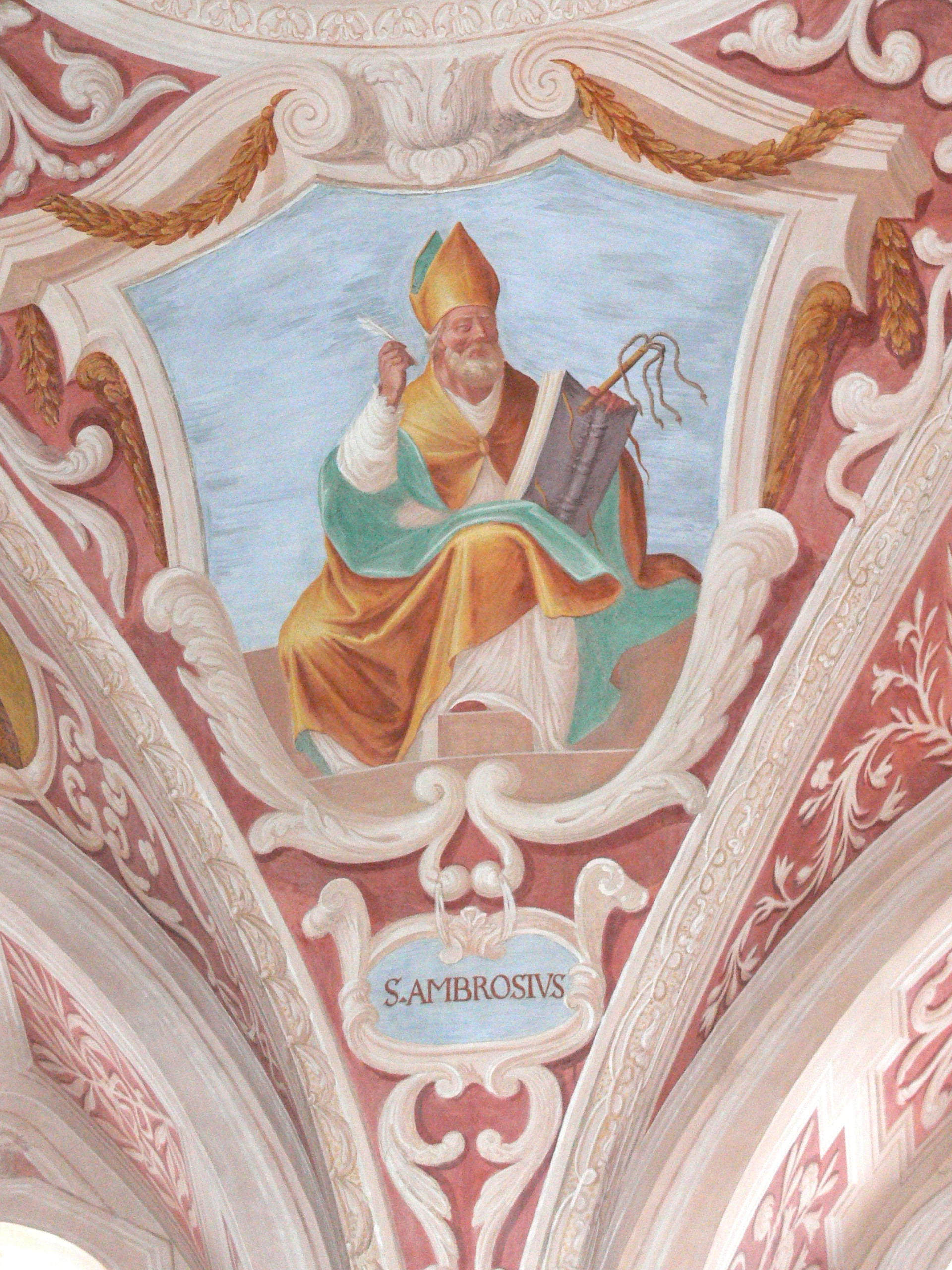
Giovanni Carlone: Deckenfresko Sankt Ambrosius als Kirchenvater, in der Gemeindekirche in Pfarrkirchen im Mühlkreis

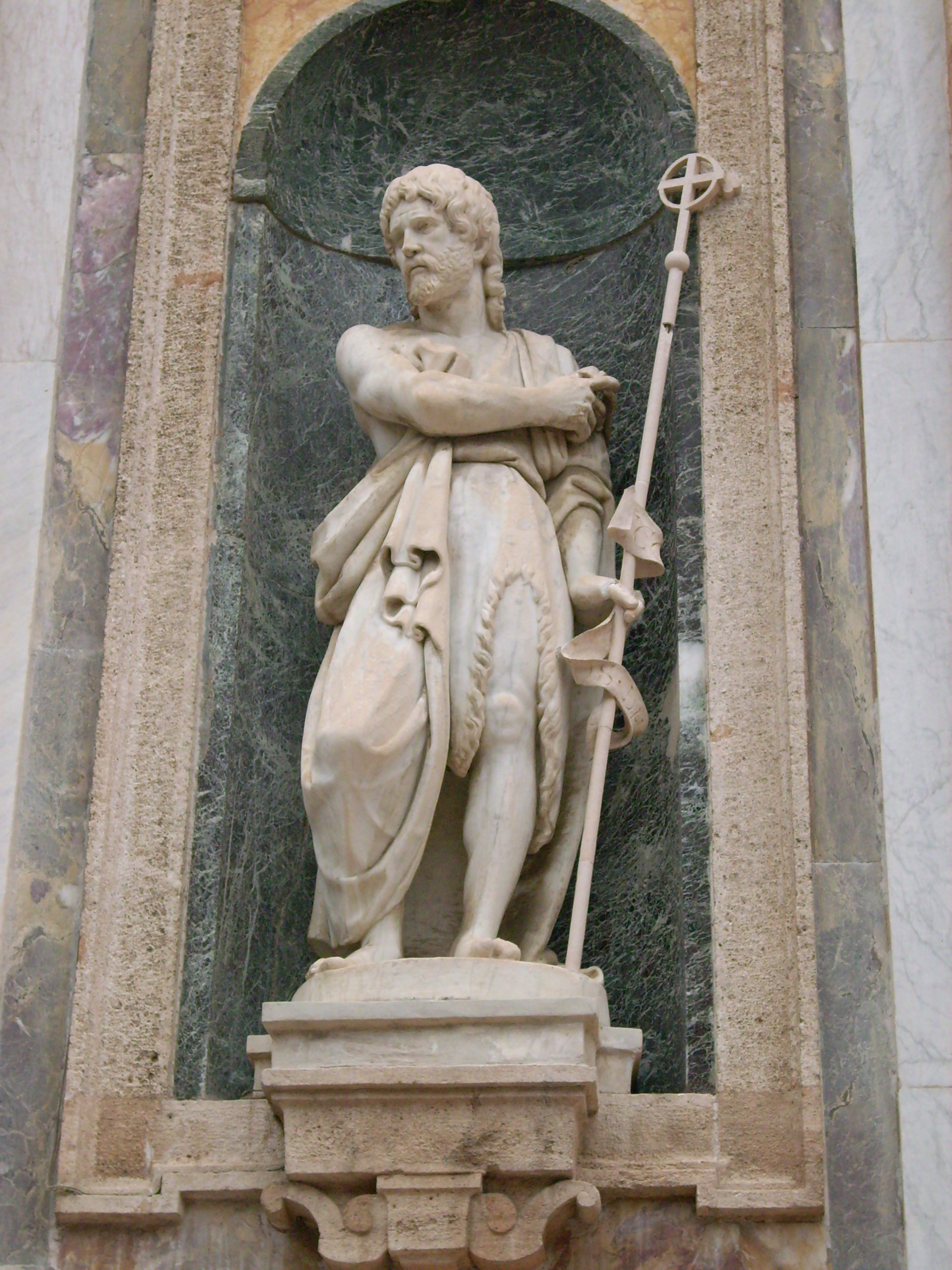
Taddeo Carlone: Statue des Heiligen Johannes des Täufers, Wallfahrtskirche Nostra Signora della Misericordia, Savona

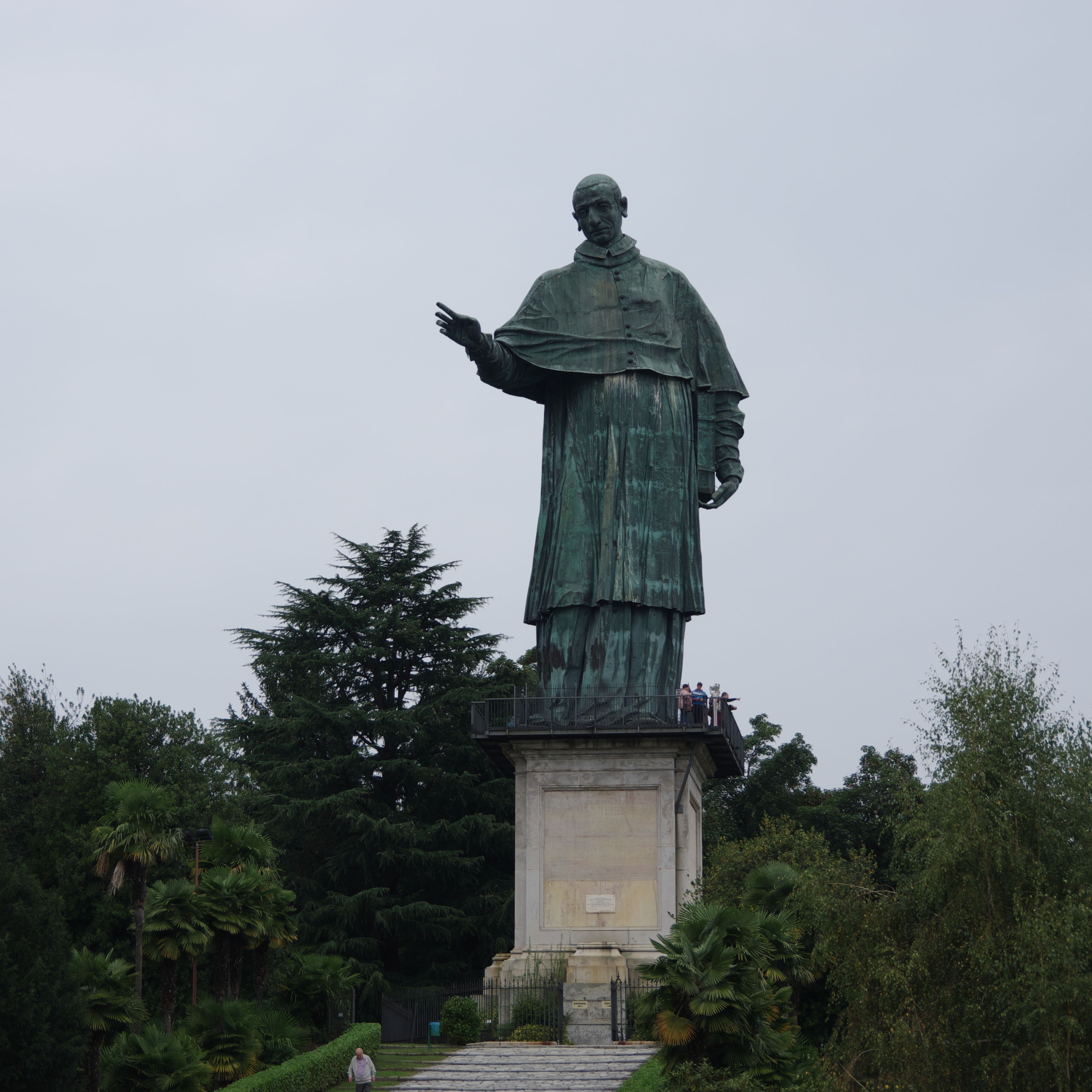
Bernardo Falcone: Statue des hl. Karl Borromäus, Arona (Piemont)

- Lanfrancus (* um 1200 in Rovio; † nach 1246 in Como), Mönch, Rektor der Kirche San Lazzaro in Como[1]

- Die Künstlerfamilie Carlone  aus dem Dorf brachte bedeutende Künstler im Zeitalter des Barock und Rokoko hervor[2][3][4][5]
  - Stammbaum der Familie Carlone/i[6][7]
  - Pietro Carlone (* um 1420 in Rovio; † um 1480 ebenda ?), Steinmetz, Bildhauer in Genua[8]
  - Antonio Carlone (* um 1440 in Rovio; † um 1500 ebenda ?), Sohn von Pietro, Steinmetz, Bildhauer in Genua[9]
  - Battista Carlone (* um 1442 in Rovio; † um 1500 ebenda ?), Sohn von Pietro, Steinmetz, Bildhauer in Genua[10]
  - Michele Carlone [Carloni] (* 1469 in Rovio; † 1520 in Savona ?), Sohn von Battista, Steinmetz, Bildhauer und Architekt[11][12][13]
  - Antonio Carlone [Carloni] (* 1471 in Rovio; † 1520 in Savona ?), Bruder von Michele, Steinmetz, Bildhauer in Genua[14]
  - Giacomo Carloni (* um 1510 in Rovio; † nach 1547 ebenda), Bildhauer an der Kathedrale von Genua[15]
  - Giovanni Carlone (Bildhauer) (* um 1515 in Rovio; † nach 1598 ebenda ?), Bildhauer und Dekorateur tätig zwischen 1555 und 1574 in Genua, Ligurien und Spanien. Er war Begründer der Künstlerfamilie Carlone da Rovio, Vater und Meister der Maler Taddeo und Giuseppe Carlone[16][17][18]
  - Tommaso Carloni (* um 1540 in Rovio; † um 1600 ebenda ?), Bildhauer in Genua[19]
  - Taddeo Carlone (um 1543–1613/1615), Sohn des Giovanni, Kunstmaler und Bildhauer
  - Giuseppe Carlone (* um 1555 in Rovio; † nach 1624 ebenda), Sohn des Giovanni und Bruder von Taddeo, Bildhauer in Genua[20][21][22][23]
  - Giovanni Carlone (Maler, 1584) genannt il Genovese (1584–1631), Sohn des Taddeo, Maler, Freskant in Genua
  - Giovanni Battista Carlone (1580/1590–1645), Sohn des Taddeo, Architekt und Hofbaumeister
  - Tommaso Carlone (* um 1586 in Genua; † April 1667 in Turin), Sohn des Giuseppe, Bildhauer in Genua und Turin[24][25][3][26][27][28]
  - Bernardo Carlone (* um 1600 in Genua; † 1670 in Wien), Sohn des Giuseppe, Bildhauer[29][30][31][32]
  - Giovanni Battista Carlone (1603–1677), Maler
  - Giovanni Domenico Carloni (* um 1615 in Rovio; erwähnt 1651 in Rovio, † 26. Januar 1679 in Wien), Bildhauer, Architekt[33][3][34]
  - Bernardo Carlone (* um 1625 in Rovio; † nach 1670 in Genua ?), Schweizer Bildhauer tätig in Genua um 1670[35][36][37]
  - Giacomo Carlone (* um 1630 in Rovio; † 1700 in Villa Serra in Val Polcevera), Sohn des Giovanni Battista, Schweizer Miniaturmaler und Erzpriester[15][38][39]
  - Giovanni (Johann) Carlone (1636–1713), Sohn des Tommaso Carlone, Maler aus Rovio
  - (Giovan) Andrea Carlone (* 22. Mai 1639 in Genua; † 4. April 1697 ebenda), Sohn des Giovan Battista, Maler ausgebildet bei Carlo Maratta, hauptsächlich in Italien tätig[40][41][3][42]
  - Niccolò Carlone/i (* um 1644 in Genua; † 1714 ebenda), Sohn des Giovanni Battista, Schweizer Kunstmaler[43][44]
  - Giuseppe Maria Carlone (* 1. November 1645 in Rovio; † April 1696 in Asti), Sohn des Tommaso Carlone, Künstler. Architekt, Bildhauer in Asti 1696[45][46][3]
  - Giovanni Domenico Carloni (* 1651 in Rovio; † vor 1726 in Wien ?), Sohn des Tommaso, Bildhauer in Turin und Wien[3]
  - Luigia Carloni Groppi (1872–1947), Schriftstellerin, Pädagogin[15][47]
  - Corinna Carloni genannt Cora (1901–1978), Pädagogin[48]
  - Tita Carloni (1931–2012), Architekt

- Künstlerfamilie Bagutti. [49]

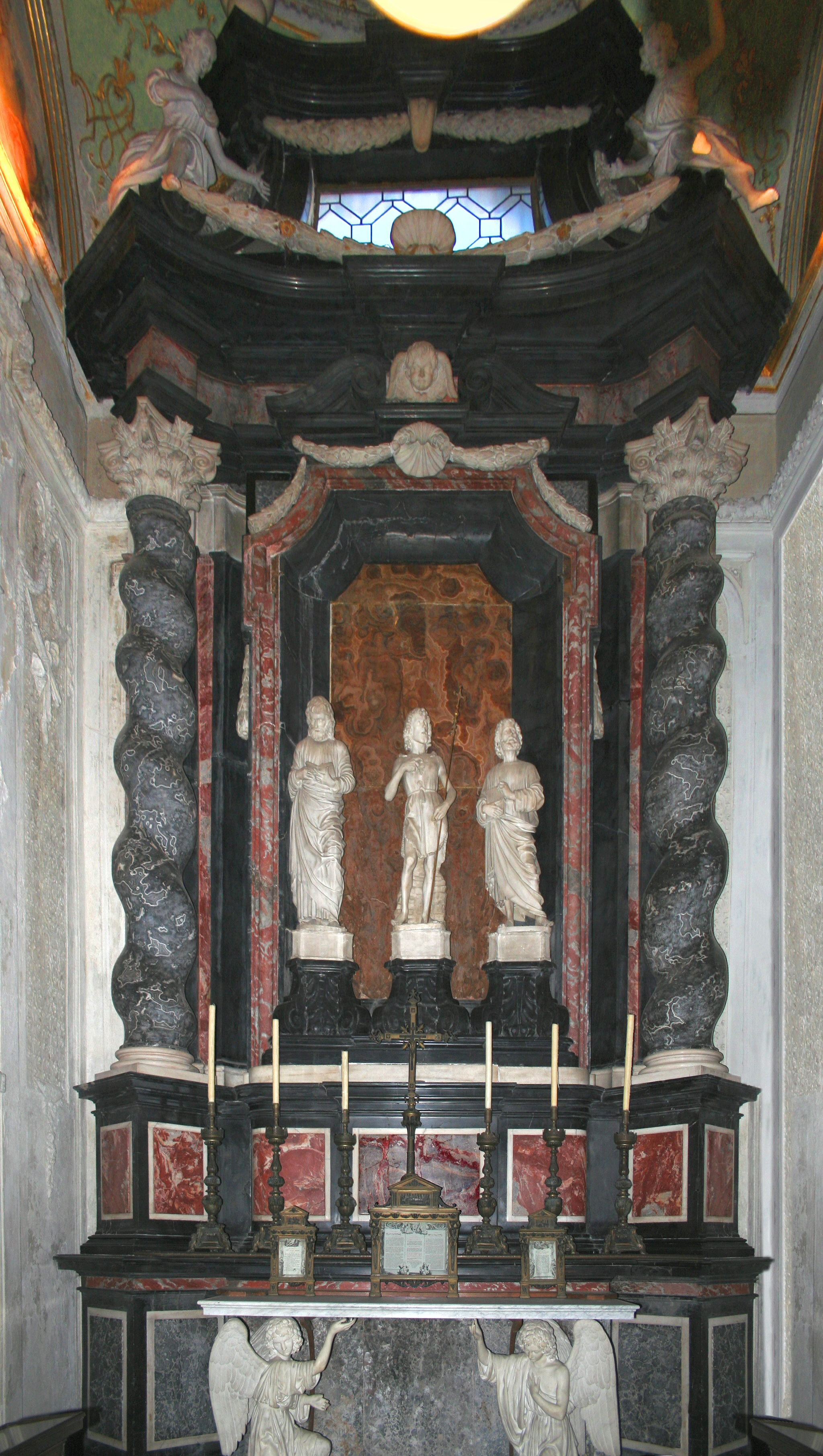
Bartolomeo Manni: Hauptaltar der Cappella Colleoni, Bergamo

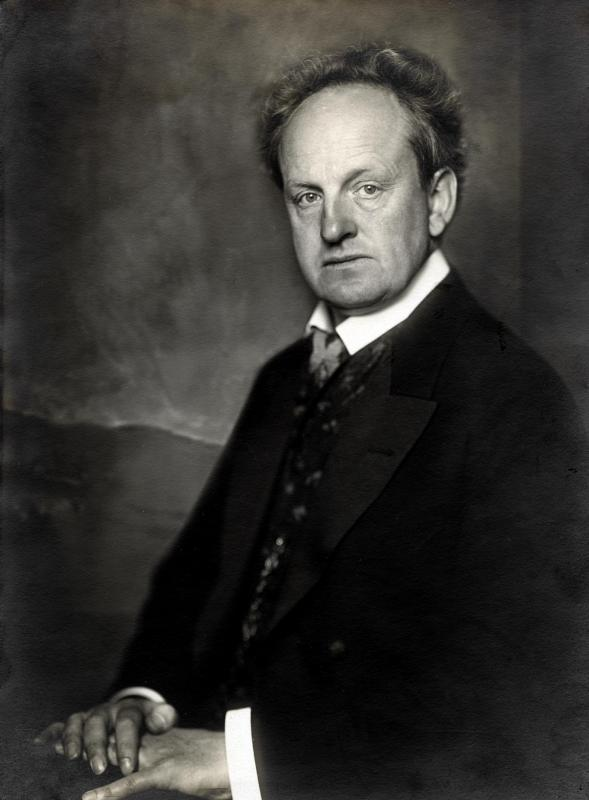
Gerhart Hauptmann, Fotografie von Nicola Perscheid (1914)

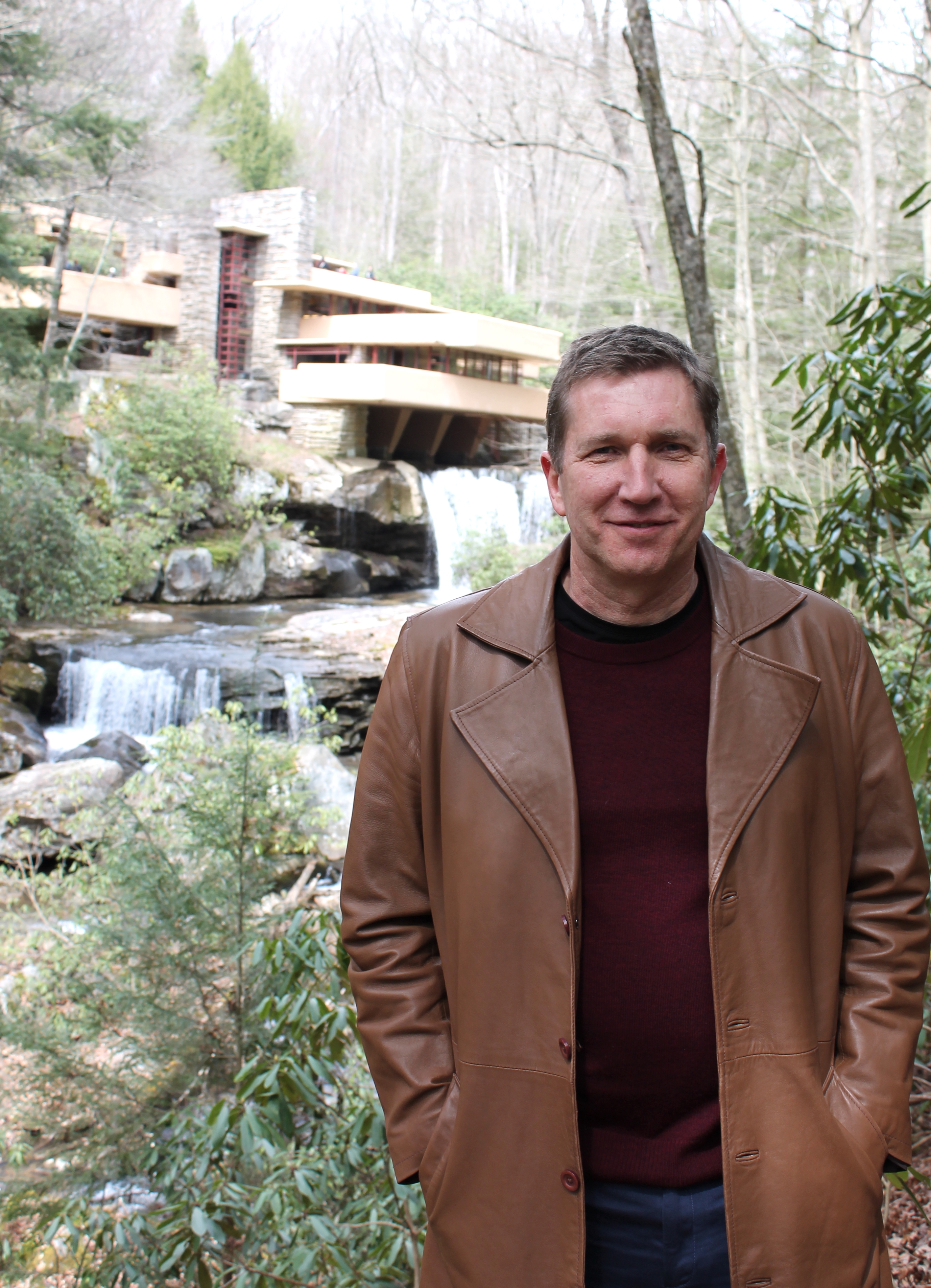
Markus Breitschmid, 2023

  - Giovanni Bagutti (* um 1600 in Rovio; † nach 1660 ebenda), Baumeister am Castello del Valentino in Turin[49]
  - Giovanni Battista Bagutti (* 14. Oktober 1681 in Rovio; † nach 1730 ebenda), Stuckateur spätestens seit 1709 in England tätig[50][51]
  - Francesco Bagutti (* um 1680 in Rovio; † nach 1733 ebenda ?), Architekt in Finale Ligure[52]
  - Giovanni Bagutti (* 1683 in Rovio; † 1774 ebenda), Stuckateur in England[49]
  - Bartolomeo Bagutti (* 1720 in Rovio; † 1792 ebenda), Bildhauer und Stuckateur in Finale Ligure[53]
  - Antonio Bagutti (* um 1730 in Rovio; † nach 1780 ebenda), Stuckateur und Polier im Piemont.[53]
  - Giovanni Battista Bagutti (* 16. April 1742 in Rovio; † 28. November 1823 ebenda), Kunstmaler und Freskenmaler. Er schuf durchsichtige Bilder. Werke zu sakralen und profanen Themen und Porträts[49][54][55][56]
  - Giovan Domenico Bagutti (* 1754 in Rovio; † 1783 in ebenda ?), Architekt in Valli d’Albenga[57]
  - Filippo Bagutti (* um 1755 in Rovio; † 1812 in Russland), Genieoffizier im Dienst Napoleon Bonaparte[49]
  - Domenico Bagutti (1760–1837), Stuckateur, Bildhauer, Architekt
  - Paolo Bagutti (* um 1760 in Rovio; † nach dem 1830 ebenda), Arzt, Jakobiner, Tessiner Grossrat 1813–1815, 1821–1830[49]
  - Giovanni Bagutti (* um 1760 in Rovio; † 1805 in Wien), Wundarzt in der Armee Napoleons[49]
  - Giuseppe Bagutti (* 15. Dezember 1776 in Rovio; † 23. August 1837 in Mailand), Priester und Erzieher, 1821 leitete er das Taubstummeninstitut in Mailand und publizierte pädagogische Werke; Jean Baptiste Girard war sein Vorbild[58]
  - Luigi Bagutti (* 1778 in Rovio; † um 1835 in Genf ?), Schweizer Architekt[59]
  - Abbondio Bagutti (* 26. Februar 1788 in Rovio; † 4. Oktober 1850 ebenda), Sohn und Schüler von Giovanni Battista Bagutti, Kunstmaler und Freskenmaler tätig mit Francesco Catenazzi an der Kirche San Sisinio alla Torre von Mendrisio[60][53][61]
  - Gaetano Bagutti (* 1791 in Rovio; † 1855 ebenda ?), Schweizer Maler[49]

- Künstlerfamilie Falconi. 
  - Giovanni Maria Falconi (* um 1565 in Rovio; † nach 1598 in Böhmen ?), Stuckateur.[62]
  - Giovanni Angelo Falconi (* um 1590 in Rovio; † nach 1657 in Genua), Architekt[63][62]
  - Giovanni Battista Falconi (* um 1600 in Rovio; † 1660 in Lublin ?), Stuckateur[64][62]
  - Bernardo Falcone (1620–1696), Bildhauer des Frühbarocks, Bronze- und Artilleriegiesser

- Künstlerfamilie Galli. 
  - Taddeo Galli (* um 1600 in Rovio; † 1670 in Abtei Seckau ?), Stuckateur.[65][66]
  - Santino Galli (* um 1600 in Rovio; † 1670 in Prag), Stuckateur in Prag[67]
  - Giovanni Galli (* um 1610 in Rovio; † 1668 in Antakalnis Vilniusstadtteil), ein Schweizer Stuckateur[68]
  - Domenico Galli (* um 1625 in Rovio; † 1675/76 in Prag), Stuckateur.[69][66]

- Künstlerfamilie Mazzetti. [70]
  - Pietro Mazzetti (* um 1570 in Rovio; † 1632 ebenda), Stuckateur[70]
  - Cristoforo Mazzetti (* um 1573 in Rovio; † 1632 in Rouen ?), Militäringenieur in Rouen gegen 1632[70]
  - Pietro Mazzetti (* 1663 in Rovio; † 1744 ebenda), Künstler, Bildhauer. Er schuf Statuen in der Präpositurkirche von Alzano Lombardo bei Bergamo nach 1698[71][72]
  - Emilio Mazzetti (* 20. Juli 1862 in Rovio; † um 1925 ebenda), Historiker[70]
  - Luigi Mazzetti (* 17. Februar 1927 in Rovio; † 12. April 2021 in Lugano), Priester, Pfarrer von Novazzano und Morbio Inferiore, 1989 Gründer der Fondazione Madras-Morbio Inferiore, Chorherr der Kathedrale San Lorenzo (Lugano), 2004–2014 Präsident des Consiglio di Amministrazione della Fondazione Luogo Pio G. Riziero Rezzonico. Kaplan an der Altersheim Ca’ Rezzonico.[73][74]

- Künstlerfamilie Manni. 
  - Bartolomeo Manni (* um 1640 in Rovio; † 1709 ebenda), Bildhauer in Bergamo[75]
  - Andrea Manni (* 1673 in Rovio; † 1736 in Bergamo ?), Künstler, Altarbaumeister und Bildhauer. In den Jahren 1706–1717 schuf er den Hauptaltar und den Tabernakel der Pfarrkirche Santi Pietro e Paolo in Astano[76]
  - Pietro Giacomo Manni (* 1675 in Rovio; † um 1730 in Bergamo ?), Bildhauer
  - Carlo Antonio Manni (* 1683 in Rovio; † 1741 in Bergamo ?), Bildhauer[75]
  - Giacomo Manni (* um 1687 in Rovio; † 1763 in Cazzaniga ?), Marmorbildhauer, im Jahr 1730 schuf er den Hochaltar der Pfarrkirche von Rovio. Aktiv in Bergamo[77]
  - Francesco Mani (* um 1740 in Rovio; † nach 1762 ebenda ?), Baumeister in Nizza Monferrato[78]

- Bernardo Castelli (* 1557 in Rovio; † 1644 ebenda), Maler in Genua[79]
- Bartolomeo Rusca (* 1680 in Rovio; † 1745 in Madrid), Kunstmaler tätig unter Königin Elisabetta Farnese[80]
- Carlo Modesto Massa (* 15. Juni 1799 in Asti; † 30. September 1889 in Capolago), genannt Platone ticinese, Rechtsanwalt, Karbonar, Flüchtling in Lugano, seit 1821 wohnte in Rovio, Direktor der Tipografia Elvetica in Capolago[81][82]
- Emilio Rusconi (* 1840 in Rovio; † Februar 1910 ebenda), Advokat und Notar, Redakteur der Tribuna von Lugano 1868–1873, Tessiner Grossrat 1881–1885, Verfassungsrat 1891 und 1892, Kantonsrichter bis 1875, wiedergewählt 1893 und Präsident des Kantonsgerichts bis zu seinem Tode, Präsident des Kassationshofs[83]
- Gerhart Hauptmann (1862–1946), Schriftsteller
- Angelo Frigerio genannt ul Sciur Maestru (* 12. April 1920 in Arogno; † 7. April 2015 in Lugano), Lehrer, Journalist, Agronom, Publizist Politiker und Radiomoderator. Als leidenschaftlicher Botaniker moderierte er über 50 Jahre lang die Radiosendung L’ora della terra auf RSI[84][85]
- Markus Breitschmid (1966), Architekturtheoretiker und Autor